# (454101) 2013 BP73
(454101) 2013 BP73 tạm thời chỉ định 2013 BP73 là một tiểu hành tinh có kích thước vài km, được phân loại như một đối tượng gần Trái Đất và tiểu hành tinh có khả năng nguy hiểm của nhóm Apollo, khoảng 310 mét (1.020 ft) đường kính.

## Sự miêu tả
Từ khi phát hiện cho đến tháng 8 năm 2013 khi Sentry cập nhật lên lịch thiên văn hành tinh (DE431), nó có mối đe dọa tác động cao thứ 4 trong Thang đo Nguy cơ Tác động Kỹ thuật Palermo. Nó được phát hiện vào ngày 22 tháng 1 năm 2013 bởi Khảo sát Núi Lemmonvới cường độ rõ ràng là 21 bằng cách sử dụng kính viễn vọng phản xạ 1,5 mét (59 in). Nó có đường kính ước tính 310 mét (1.020 ft). Sáu hình ảnh Precovery từ tháng 4 năm 2003 đã được đặt. Nó đã bị xóa khỏi Bảng rủi ro Sentry vào ngày 3 tháng 1 năm 2014.
Nó có vòng cung quan sát là 10 năm với tham số không chắc chắn là 2. Sự nhiễu loạn của Trái Đất, Sao Kim và Sao Thủy sẽ làm tăng sự không chắc chắn của quỹ đạo theo thời gian. Khi tiểu hành tinh chỉ có vòng cung quan sát là 52 ngày, các bản sao ảo của tiểu hành tinh phù hợp với vùng không chắc chắn trong quỹ đạo đã biết cho thấy khả năng 1 trên 588.000 khả năng tiểu hành tinh có thể tác động đến Trái Đất vào ngày 11 tháng 12 năm 2096. Với Thang đo kỹ thuật Palermo là -3,42, tỷ lệ cược của tác động vào 2013 BP73 trong năm 2096 là khoảng 2630 lần ít hơn  so với mức nền rủi ro tác động Trái Đất được định nghĩa là nguy cơ trung bình gây ra bởi các đối tượng cùng kích thước hoặc lớn hơn qua các năm cho đến ngày có tác động tiềm năng. Sử dụng quỹ đạo danh nghĩa, JPL Horizons cho thấy tiểu hành tinh sẽ là 0,9 AU (130.000.000 km; 84.000.000 mi) từ Trái Đất vào ngày 11 tháng 12 năm 2096. 2013 BP73 sẽ thực hiện một cách tiếp cận gần với Trái Đất vào ngày 17 tháng 12 năm 2018 sẽ cho phép sàng lọc quỹ đạo đã biết.

## Đánh số và đặt tên
Hành tinh nhỏ này được Trung tâm Hành tinh nhỏ đánh số vào ngày 25 tháng 12 năm 2015 (M.P.C. 97517). Tính đến năm 2018, nó vẫn chưa được đặt tên.